# BMW Z3
La BMW Z3 è un'autovettura sportiva a due posti prodotta dalla casa automobilistica tedesca BMW dal 1995 al 2002. È stata proposta sia come roadster sia come coupé.

## Il contesto
Presentata dapprima con carrozzeria aperta, la Z3 fu la prima roadster moderna del mercato di massa prodotta dalla Casa bavarese, come anche il primo modello della casa tedesca a essere assemblato negli Stati Uniti: veniva infatti costruita e assemblata a Spartanburg, nella Carolina del Sud. Fu introdotta nel 1995, poco dopo essere stata utilizzata a scopo di lancio nel film di James Bond GoldenEye. Furono prodotte alcune varianti dell'autovettura, inclusa la versione coupé nel 1999. Il suo ritiro dal mercato avvenne nel 2002, anno in cui fu sostituita dalla BMW Z4.
Al momento del lancio, i propulsori che hanno equipaggiato la Z3 sono stati i 4 cilindri 1,8 L 8 valvole e i 1,9 L 16 valvole M43 - M44: successivamente, durante il periodo di produzione, arrivarono anche i 6 cilindri (DOHC 24V) M52 - M54 - M56 2,0 L - 2,2 L (2,3 L – 2,5 L solo nel mercato statunitense) - 2,8 L – 3,0 L – 3,2 L //MPower, 24 valvole.

## Le date
- 20 settembre 1995: la prima Z3 esce dalla linea di assemblaggio, in 7 anni tra la Z3 e la Z3 M ne verranno prodotte 297.087, delle quali 6.291 unità nella versione Z3 M[3], distribuite in 130 paesi.
- fine 1996: La Z3 viene equipaggiata con il 2.8 L, questa versione eredita le generose bombature dei passaruota posteriori.
- 28 ottobre 1997: Prodotte 100.000 Z3 Roadster.
- inizio 1998: lancio della Z3 Coupé, con carrozzeria chiusa di tipo "hatchback" a due porte, equipaggiata unicamente dal 6 cilindri da 2,8 litri e poco dopo dal 3,2 litri di origine BMW M3.
- maggio 1998: La M Roadster 3,2 è lanciata sul mercato con un motore derivato direttamente dal 3,2 litri della M3 E36. L'auto possiede una accelerazione notevole e poteva competere a livello commerciale con alcune versioni di Porsche 911. Esteticamente, il paraurti anteriore della versione M, si distingue da quello delle sorelle minori per il fatto di avere una presa d'aria maggiorata, la stessa che poi è stata ripresa nel successivo restyling.
- giugno 1999: Il modello subisce un restyling. La Z3 viene aggiornata[4] con interventi di lifting nella parte posteriore. In particolare vengono ridisegnati i passaruota posteriori, che risultano più sinuosi e bombati, e il fascione paracolpi posteriore. I fanali di coda acquistano una forma a "L" e vengono rivisti gli interni. Gli interventi si concentrano nella zona centrale dove viene ridisegnato il tunnel tra i sedili. Per quanto concerne la meccanica vengono ottimizzati i pesi con una migliore ripartizione tra i due assi. Tra i propulsori esce definitivamente di scena il 1,9 litri 16 valvole, che viene sostituito dal 6 cilindri 2,0 litri 24 valvole da 150 CV.
- settembre 2000: Il 6 cilindri 2.2 da 170 CV sostituisce il 2,0 litri da 150 CV, il 6 cilindri 3,0 litri da 231 CV sostituisce il 2,8 litri da 193 CV.
- marzo 2001: La Z3 M viene aggiornata con il propulsore della nuova M3 E46, sebbene depotenziato da 343 CV a 325 CV.
- 28 giugno 2002: l'ultima Z3 E36/7 viene prodotta a Spartanburg[1]: è una 6 cilindri Roadster color "Sepia Metallic" con gli interni in pelle "Arizona Sun" uscita dalla linea di produzione alle ore 12:34 p.m. Non vedrà mai la strada perché è destinata a essere conservata e ammirata in un museo.

## Dettagli

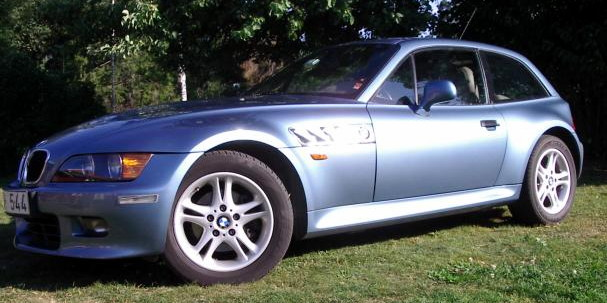
Una BMW Z3 coupé

La Z3 si presenta sul mercato con una linea sportiva grazie al posto guida arretrato, a ridosso del retrotreno e agli elementi più retrò, come la coppia di sfoghi d'aria laterali dalla forma a "branchie di squalo", una per fiancata, posizionati sui parafanghi anteriori dietro le ruote, utili a richiamare le BMW 507 di quarant'anni prima.
La versione coupé, caratterizzata dal padiglione di tipo "hatchback" con portellone posteriore quasi verticale, non suscitò invece lo stesso successo commerciale della cabrio.

La Z3 aveva motore anteriore e trazione posteriore, passo relativamente lungo, carreggiata anteriore e posteriore larga, sbalzi corti data la lunghezza relativamente contenuta, distribuzione quasi paritetica delle masse, baricentro basso, assetto sportivo ma confortevole, servosterzo a cremagliera diretto e preciso nonché naturalmente un potente impianto di freni a disco con un efficiente ABS.

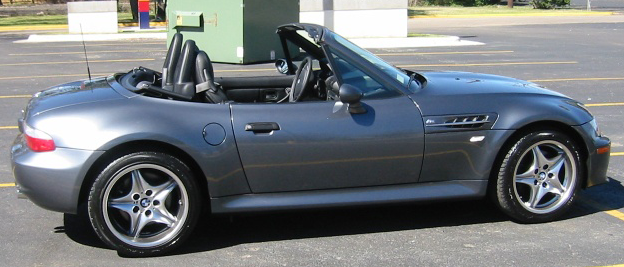
Vista laterale di una Z3 M Roadster

Oltre ai modelli a quattro e sei cilindri, la Z3 è stata proposta anche in due varianti M: M roadster e M coupé, con il potente motore 3.2 della M3 erogante 321 CV. Nell'aprile del 1999 la Z3, con esclusione della variante M, ha subito un accurato lavoro di restyling; oltre ad aver aggiornato le motorizzazioni minori, vi sono state rivalutazioni estetiche negli interni e all'esterno, più in particolare gli interventi hanno riguardato l'applicazione di passaruota posteriori allargati.
Il bordo porta, che ha il suo punto più basso a livello dei sedili, è stato accresciuto leggermente aumentando la forma di cuneo verso la coda.
La parte posteriore ha così preso un'estetica influenzata dal bagagliaio ridisegnato, dai gruppi ottici posteriori, dai paraurti modificati e dalla carreggiata allargata, in precedenza riservata solo alle varianti 2.8 e M.

## La sicurezza

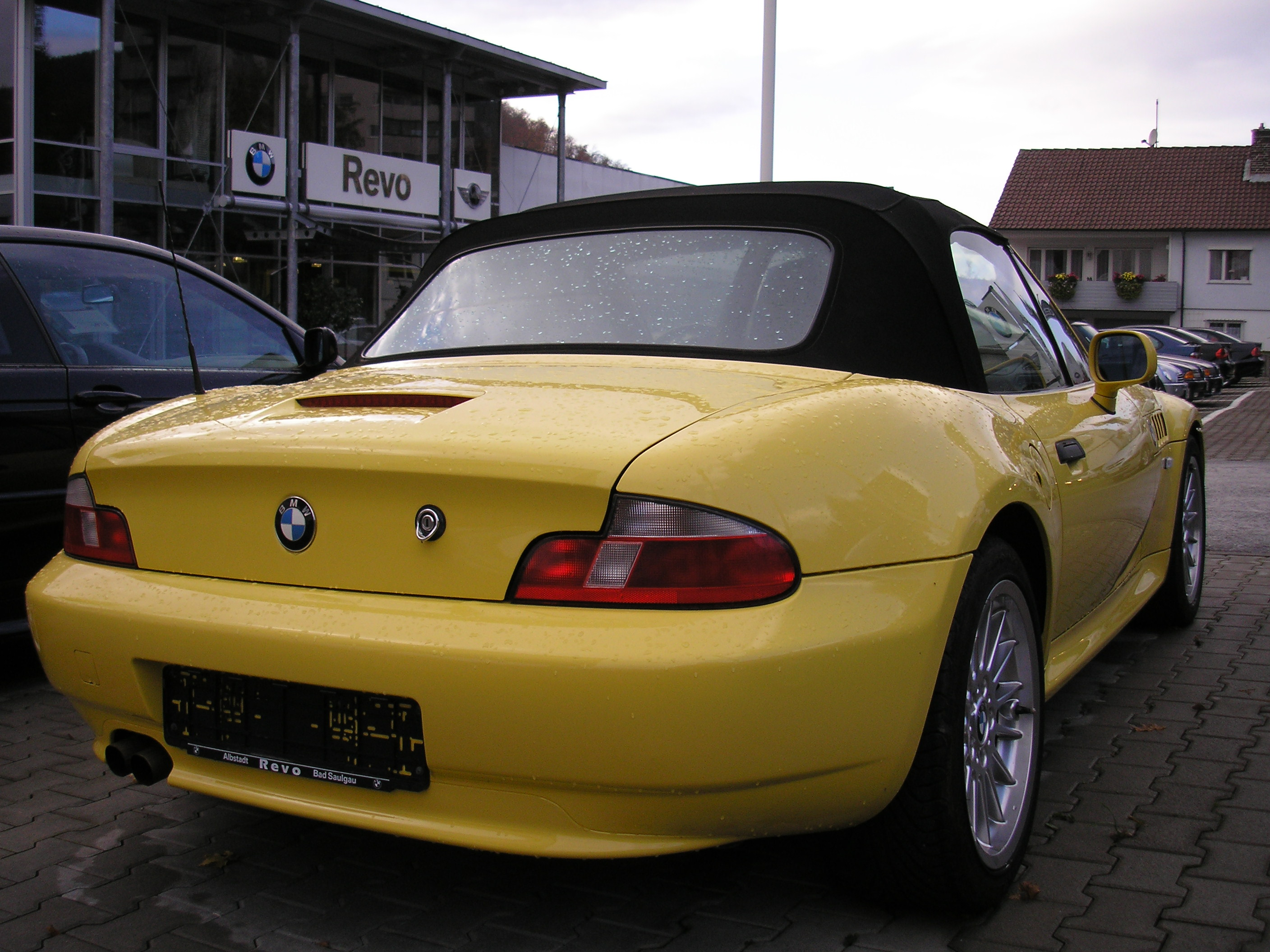
Una Z3 roadster dopo il restyling del giugno 1999

Motore anteriore a trazione posteriore, passo lungo e posizione di guida abbassata, sono elementi che, in abbinamento alla taratura rigida dell'assetto hanno garantito il buon successo del modello.

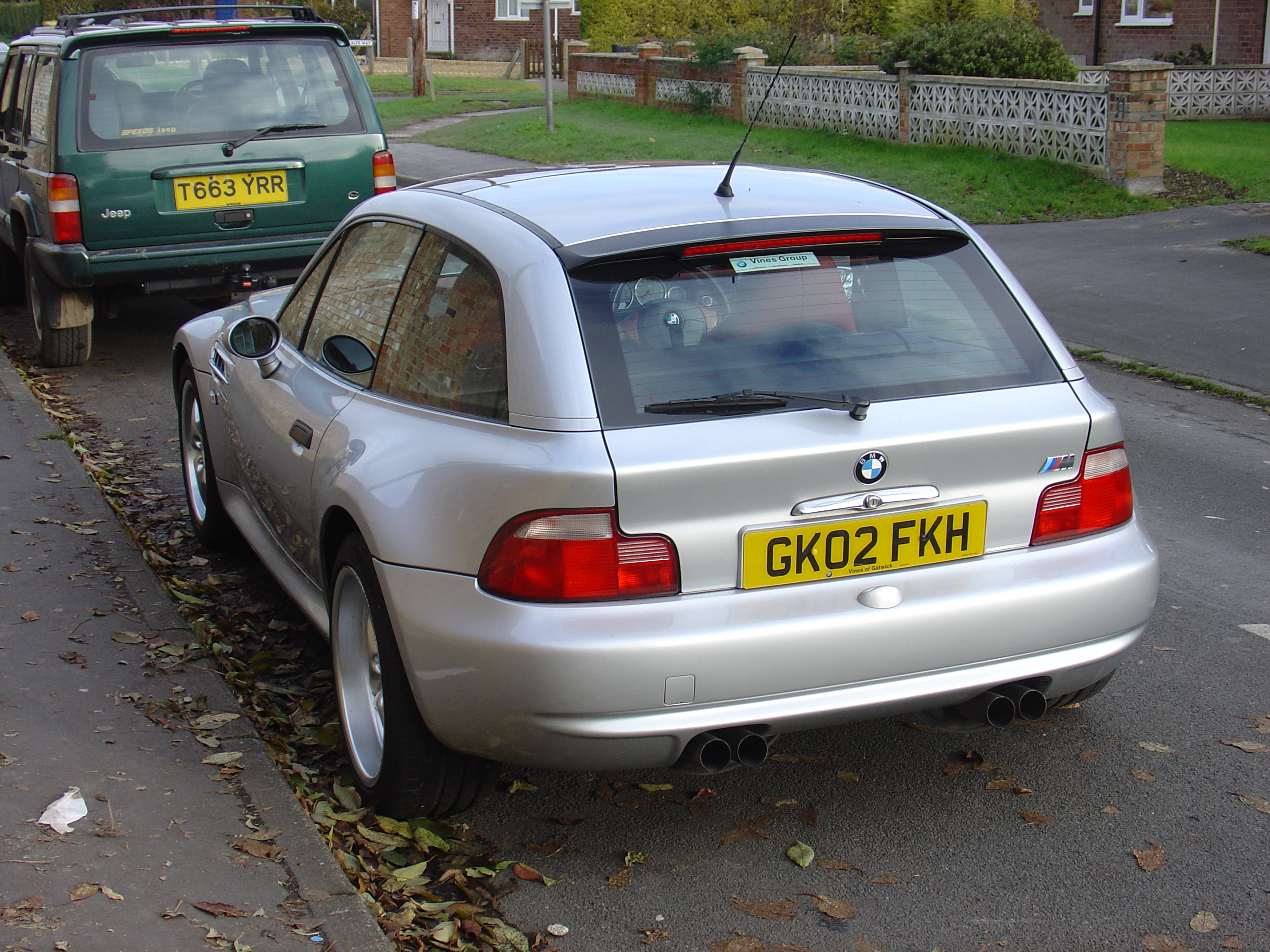
Una Z3 M Coupé

La Z3 roadster offriva protezione ai propri passeggeri grazie alla scocca rigida con zone di cedimento a deformazione programmata, protezione antiurto laterale incorporata e airbag di serie per guidatore e passeggero (optional quelli laterali).
Le strutture tubolari multiple nei montanti anteriori e i tubi di supporto verticali con fissaggio incorporato dietro i sedili per le cinture di sicurezza, contribuiscono a realizzare il massimo grado di sicurezza passiva.
Di serie il controllo elettronico della trazione, l'ABS e altri sistemi di controllo elettronico come il controllo automatico di stabilità più trazione (ASC+T), che impedisce il pattinamento delle ruote su fondo viscido, migliorando l'aderenza al terreno nella marcia in curva e in partenza (questo dispositivo era volutamente assente nella prima versione M da 321 CV, perché questa era dotata di un differenziale posteriore autobloccante che rendeva l'auto e la guida "dura e pura": successivamente di serie sulla più rara Z3 M da 321 CV, con motore derivato dal propulsore Motorsport dell'E46, da 346 CV, depotenziato a 321 CV). La versione americana della Z3M viene equipaggiata con il motore S52B32 di 3.152 cm³ e 176 kW poiché l'S50B32 risultava, per le specifiche USA, troppo inquinante.
Importante è la gestione elettronica del propulsore, che calcola istantaneamente le migliori condizioni di funzionamento del motore a tutto vantaggio dei consumi.

## Dati tecnici
| Modello           | Anni      | Motore   | Cilindri   | Potenza                         | Coppia                 |
| ----------------- | --------- | -------- | ---------- | ------------------------------- | ---------------------- |
| 1.8               | 1995–1998 | M43B18   | 4 in linea | 85 kW (116 CV) a 5500 giri/min  | 168 Nm a 3900 giri/min |
| 1.8               | 1999–2000 | M43B19   | 4 in linea | 87 kW (118 CV) a 5500 giri/min  | 180 Nm a 3900 giri/min |
| 1.9i              | 1995–1999 | M44B19   | 4 in linea | 103 kW (140 CV) a 6000 giri/min | 180 Nm a 4300 giri/min |
| 1.9i              | 2000–2002 | M43B19   | 4 in linea | 87 kW (118 CV) a 5500 giri/min  | 180 Nm a 3900 giri/min |
| 2.0               | 1999–2000 | M52TUB20 | 6 in linea | 110 kW (150 CV) a 5900 giri/min | 190 Nm a 3500 giri/min |
| 2.2i              | 2000–2002 | M54B22   | 6 in linea | 125 kW (170 CV) a 6100 giri/min | 210 Nm a 3500 giri/min |
| 2.3               | 1998–2000 | M52TUB25 | 6 in linea | 127 kW (173 CV) a 5500 giri/min | 245 Nm a 3500 giri/min |
| 2.5               | 2000–2002 | M54B25   | 6 in linea | 137 kW (186 CV) a 6000 giri/min | 237 Nm a 3500 giri/min |
| 2.8               | 1997–1998 | M52B28   | 6 in linea | 141 kW (192 CV) a 5300 giri/min | 275 Nm a 3950 giri/min |
| 2.8               | 1999–2000 | M52TUB28 | 6 in linea | 142 kW (193 CV) a 5300 giri/min | 280 Nm a 3500 giri/min |
| 3.0i              | 2000–2002 | M54B30   | 6 in linea | 170 kW (231 CV) a 5900 giri/min | 300 Nm a 3500 giri/min |
| Z3M (Europa)      | 1997–2000 | S50B32   | 6 in linea | 236 kW (321 CV) a 7400 giri/min | 350 Nm a 3250 giri/min |
| Z3M (Europa)      | 2001–2002 | S54B32   | 6 in linea | 239 kW (325 CV) a 7400 giri/min | 350 Nm a 4900 giri/min |
| Z3M (Stati Uniti) | 1997–2000 | S52B32   | 6 in linea | 176 kW (239 CV) a 6000 giri/min | 305 Nm a 4250 giri/min |
| Z3M (Stati Uniti) | 2001–2002 | S54B32   | 6 in linea | 235 kW (320 CV) a 7400 giri/min | 340 Nm a 4900 giri/min |